# Montes Avión Cruz del Sur
Los montes Avión Cruz del Sur (según Argentina), montes Parodi (según Chile) o montañas Batterbee son un grupo de montañas prominentes que se elevan a 2200 metros, que forma parte de las montañas Dyer en cercanías del canal Jorge VI o Presidente Sarmiento, en la costa oeste de la península Antártica.

## Historia y toponimia
Fueron vistos por primera vez y fotografiados desde el aire por Lincoln Ellsworth el 23 de noviembre de 1935. Fueron cartografiados desde el suelo en octubre de 1936 por la Expedición Británica a la Tierra de Graham al mando de John Rymill, y en la toponimia británica lleva el nombre Sir Harry Batterbee (1880-1976), ayudante del Secretario de Estado para Asuntos de los Dominios del Reino Unido, 1930-1938, y Presidente del Comité Polar en 1934, quien brindó ayuda a la expedición.
En la toponimia antártica argentina, la Fuerza Aérea Argentina lo nombró por el Avión Cruz del Sur (Avro Lincoln de matrícula LV-ZEI), que realizó el primer vuelo de la Aeronáutica Militar Argentina en la Antártida en diciembre de 1951 al mando del Vicecomodoro Gustavo Argentino Marambio. El mismo efectuó además numerosas operaciones y prestó auxilio al personal de la Base San Martín en 1953, que se encontraba aislado.
En la toponimia antártica chilena, su nombre corresponde al apellido del teniente 1º Arturo Parodi Alister, de la Fuerza Aérea de Chile, piloto del primer vuelo antártico chileno, en un Vought Sikorsky embarcado en el Transporte Angamos de la Armada de Chile, durante la Primera Expedición Antártica Chilena en 1947.

## Reclamaciones territoriales
Argentina incluye a los montes en el departamento Antártida Argentina dentro de la provincia de Tierra del Fuego, Antártida e Islas del Atlántico Sur; para Chile forma parte de la comuna Antártica de la provincia Antártica Chilena dentro de la Región de Magallanes y de la Antártica Chilena; y para el Reino Unido integra el Territorio Antártico Británico. Las tres reclamaciones están sujetas a las disposiciones del Tratado Antártico.
Nomenclatura de los países reclamantes: 
- Argentina: Montes Avión Cruz del Sur[3][5]
- Chile: Montes Parodi[4]
- Reino Unido: Batterbee Mountains[6]